# Northern Region, Malawi
Northern Region ("Norra regionen") är en av tre regioner i Malawi. Administrativ huvudort är Mzuzu.
Sex av landets 28 distrikt ligger i regionen: Chitipa, Karonga, Likoma, Mzimba, Nkhata Bay och Rumphi.